# سوپرسور
سوپرسور (نام علمی: Supersaurus) نام یک سرده از زیرراسته سوسمارپاشکلان است.